# Дятчин, Владимир Фёдорович
Владимир Фёдорович Дятчин (род. 14 октября 1982 года в Липецке) — российский пловец-«марафонец», чемпион мира и Европы, заслуженный мастер спорта России.

## Биография
Личный тренер по состоянию на 2017 год — Лидия Власевская.
После победы на чемпионате мира 2003 года Дятчин решил оставить спорт — на тот момент «коронную» для него 10-километровую дистанцию планировали включить в программу Олимпийских игр лишь в 2012 году в Лондоне, и Дятчин не видел дальнейших перспектив в плавании. Перебравшись из Липецка в Тольятти Дятчин занялся строительным бизнесом вместе с отцом.
Однажды, поехав в отпуск в родной Липецк, Дятчин попал в автомобильную аварию и сломал ключицу. Врачи посоветовали разрабатывать больную руку в бассейне и там Дятчин узнал, что МОК принял решение всё-таки включить 10-километровую дистанцию в программу Игр в Пекине в 2008 году. Рука срослась, и Дятчин решил вернуться в спорт после почти 2-летнего перерыва. За год отобрался на чемпионат мира 2007 года и выиграл там свою дистанцию во второй раз в карьере, на 6 сотых секунды опередив немца Томаса Лурца.
По итогам 2007 года Дятчин был признан лучшим пловцом на открытой воде в мире.

### Олимпиада 2008 в Пекине
21 августа 2008 года на пекинской Олимпиаде Дятчин, который являлся одним из главных фаворитов заплыва на 10 км, был дисквалифицирован (единственный из 25 пловцов) на последнем круге дистанции за грубость в воде. До этого за всю карьеру Дятчин ни разу не получал даже предупреждений за грубость. После окончания соревнований Дятчин заявил, что собирается остаться в спорте до Олимпиады-2012 в Лондоне.

### Олимпиада 2012 в Лондоне
На Играх в Лондоне 29-летний Дятчин занял 7-е место на дистанции 10 км. В заплыве, проходившем в Гайд-парке, он более 40 секунд проиграл бронзовому призёру.
- Двукратный чемпион мира на дистанции 10 км (открытая вода) — 2003 и 2007
- Вице-чемпион мира на дистанции 10 км (открытая вода) — 2001
- Бронзовый призёр чемпионата мира на дистанции 5 км (открытая вода) — 2003
- Чемпион Европы на дистанции 10 км (открытая вода) — 2002
- Многократный чемпион России и победитель этапов Кубка мира по плаванию на открытой воде